# L'Osona (Vic)
L'Osona és una masia de Vic (Osona) protegida com a Bé Cultural d'Interès Local.

## Descripció
Edifici civil. Masia de planta rectangular coberta a dues vessants, amb el carener perpendicular a la façana, orientada a migdia. Presenta un gros portal rectangular amb finestres que es reparteixen al primer i segon pis. A la part esquerra s'hi adossa un cos amb forma de L que ubica els porxos. Els murs laterals presenten poques finestres. Hi ha un mur que, junt amb les dependències agrícoles, tanca la lliça, el portal d'accés es troba al sector de llevant.
És construïda amb pedra basta unida amb morter i calç, els elements de ressalt són de pedra picada d'un color verdós. Algunes finestres són motllurades. L'estat de conservació és bo.

## Història
Antic mas que duu el nom genèric de la Comarca i que pertany al terme de Vic. Es desconeixen els seus orígens però una dada constructiva permet datar la construcció o reforma al segle xviii.